# Günter C. Behrmann
Günter Conrad Behrmann (* 15. März 1941 in Hamburg; † 27. März 2022) war ein deutscher Sozialwissenschaftler und Hochschullehrer.

## Werdegang
Behrmann studierte Politologie, Soziologie, Geschichte und Germanistik an der Universität Freiburg und an der Universität Tübingen. Ab 1968 war er wissenschaftlicher Mitarbeiter von Friedrich Tenbruck. 1975 wurde Behrmann Professor für Didaktik der politischen Bildung an der Universität Osnabrück, Abteilung/Standort Vechta, von 1993 bis zu seiner Emeritierung 2010 war er in derselben Funktion an der Universität Potsdam tätig.

## Werke (Auswahl)
- Soziales System und politische Sozialisation. Eine Kritik der neueren politischen Pädagogik, Stuttgart 1972.
- Politische Sozialisation in entwickelten Industriegesellschaften, Schriftenreihe der Bundeszentrale für Politische Bildung, Bd. 132, Bonn 1979.
- mit Clemens Albrecht, Michael Bock, Harald Homan, Friedrich Tenbruck: Die intellektuelle Gründung der Bundesrepublik. Eine Wirkungsgeschichte der Frankfurter Schule. Campus Verlag, Frankfurt am Main 1999, ISBN 3593362147.
- Skepsis und Engagement, Univ.-Verl., Potsdam 2009.